# René Hervil
René Hervil (27 de marzo de 1881 – 1 de julio de 1960) fue un actor, director y guionista cinematográfico de nacionalidad francesa. 
Su verdadero nombre era René Louis Dezerville, y nació en Levallois-Perret, falleciendo en Sartrouville, Francia.

## Filmografía

### Como director
| - 1912 : Le Charme de Maud - 1913 : Le Spectre du passé, con Louis Mercanton - 1914 : Vendetta - 1914 : La Remplaçante, con Louis Mercanton - 1914 : Papillon et le peintre - 1914 : Maud en culottes - 1914 : Maud en chiffons - 1914 : Maud clubman - 1914 : Maud amoureuse - 1914 : Le Gant de Maud - 1914 : Fred et la blanchisseuse - 1914 : Fred est timide - 1914 : Fred est fiancé - 1914 : Fred... couche-toi! - 1914 : L'Effigie - 1915 : Maud et tante Zélie - 1915 : Jeanne Doré, con Louis Mercanton - 1916 : Le Tournant, con Louis Mercanton - 1916 : Suzanne, con Louis Mercanton - 1916 : Manuella, con Louis Mercanton - 1917 : Le Tablier blanc, con Louis Mercanton - 1917 : La P'tite du sixième, con Louis Mercanton - 1917 : Oh ! ce baiser - 1917 : Midinettes, con Louis Mercanton - 1917 : Mères françaises, con Louis Mercanton - 1917 : Le Torrent, con Louis Mercanton | - 1918 : Un roman d'amour et d'aventures - 1918 : L'Ange de minuit, con Louis Mercanton - 1919 : Son aventure - 1919 : Simplette - 1920 : L'Ami Fritz - 1921 : Le Crime de Lord Arthur Savile - 1921 : Blanchette - 1923 : Le Secret de Polichinelle - 1923 : Sarati, le terrible - 1923 : Aux jardins de Murcie, con Louis Mercanton - 1924 : Paris - 1925 : Knock ou le triomphe de la médecine - 1925 : La Flamme - 1927 : La Petite Chocolatière - 1928 : Le Ruisseau - 1928 : Le Prince Jean - 1928 : La Meilleure Maîtresse - 1928 : Minuit... place Pigalle - 1930 : Le Mystère de la villa rose - 1930 : La Douceur d'aimer - 1932 : Nicole et sa vertu - 1932 : Azaïs - 1932 : Les Vignes du seigneur - 1933 : Mannequins - 1934 : Un train dans la nuit - 1936 : Les Deux Gamines |

### Como guionista
| - 1914 : Maud en culottes - 1914 : Maud en chiffons - 1914 : Fred et la blanchisseuse - 1914 : Fred est timide - 1914 : Fred est fiancé - 1914 : Fred... Couche-toi! - 1915 : Maud et tante Zélie - 1916 : Le Tournant - 1916 : Suzanne, professeur de flirt - 1916 : Suzanne - 1916 : Manuella - 1917 : Le Tablier blanc | - 1917 : La P'tite du sixième - 1917 : Oh ! Ce baiser - 1917 : Midinettes - 1919 : Son aventure - 1919 : Simplette - 1920 : Gosse de riche - 1920 : L'Ami Fritz - 1923 : Aux jardins de Murcie, con Louis Mercanton - 1926 : L'Homme à l'Hispano - 1932 : Nicole et sa vertu - 1936 : Les Deux Gamines |

### Como actor
- 1909 : Frédéric le Grand, de Gérard Bourgeois y Jean Durand
- 1909 : Le Miracle du collier, de Jean Durand
- 1910 : Athalie, de Albert Capellani y Michel Carré
- 1910 : La chatte métamorphosée en femme, de Michel Carré
- 1910 : A desperado, de Jean Durand
- 1910 : La course à la mort, de Jean Durand
- 1910 : Le tatouage révélateur, de Jean Durand
- 1914 : Fred ... couche toi !, de René Hervil
- 1914 : Fred est fiancé, de René Hervil
- 1914 : Fred est timide, de René Hervil
- 1914 : Fred et la blanchisseuse, de René Hervil
- 1914 : Maud clubman, de René Hervil
- 1914 : Maud en chiffons, de René Hervil
- 1914 : Maud en culottes, de René Hervil
- 1914 : Vendetta, de René Hervil y Louis Mercanton
- 1915 : Maud et Tante Zélie, de René Hervil
- 1917 : Oh ! ce baiser, de René Hervil y Louis Mercanton